# 2012年ロンドンオリンピックのモンゴル選手団
2012年ロンドンオリンピックのモンゴル選手団（2012ねんロンドンオリンピックのモンゴルせんしゅだん）は、2012年7月27日から8月12日にかけてイギリスの首都ロンドンで開催された2012年ロンドンオリンピックのモンゴル選手団、およびその競技結果。

## 概要
今大会は銀メダル2個、銅メダル3個の合計5個のメダルを獲得した。

## メダル
| メダル | 選手名                           | 競技       | 種目                     |
| ------ | -------------------------------- | ---------- | ------------------------ |
| 銀     | ナイダン・ツブシンバヤル         | 柔道       | 男子100kg級              |
| 銀     | ツグスソグ・ニヤンバヤル         | ボクシング | 男子フライ級             |
| 銅     | ウランチメグ・ムンフ・エルデネ   | ボクシング | 男子ライトウェルター級   |
| 銅     | バトチェチェグ・ソロンゾンボルド | レスリング | 女子フリースタイル63kg級 |
| 銅     | サインジャルカル・ニャムオチル   | 柔道       | 男子73kg級               |